# Guido Alessi
Guido Alessi (Roma, 24 maggio 1890 – Nervesa della Battaglia, 19 giugno 1918) è stato un militare italiano, decorato con la medaglia d'oro al valor militare.

## Biografia
Guido Alessi nasce a Roma il 24 maggio 1890. Combatté nella prima guerra mondiale, con il 39º Reggimento fanteria, con il grado di tenente.
Fu decorato nel 1922 con la Medaglia d'oro alla memoria, per il valore mostrato in battaglia.